# Фронт рабочих женщин
Фронт рабочих женщин (индон. Barisan Buruh Wanita, BBW) — индонезийская женская рабочая организация, образованная в 1945 году в результате слияния нескольких организаций. Лидером организации была С.К.Тримутри (индон. S.K. Trimurti). Организация была связана с Индонезийским трудовым фронтом, после того, как последний был преобразован в Партию труда Индонезии, Фронт рабочих женщин стал его женской организацией .